# Tony Bennett and Lady Gaga: Cheek to Cheek Live!
A Tony Bennett and Lady Gaga: Cheek to Cheek Live! Tony Bennett és Lady Gaga amerikai énekesek koncertfilmje, amivel 2014 szeptemberében megjelent Cheek to Cheek című közös albumukat népszerűsítették. A koncertet a Lincoln Centerben található Rose Theaterben tartották júliusban az album bejelentését követően, majd 2014. október 24-én a PBS csatorna mutatta be a Great Performances elnevezésű sorozatuk keretében. A koncert közönsége meghívott vendégekből és New York-i iskolák tanulóiból állt. Gagához és Bennetthez egy 39 fős zenekar és a két előadóhoz köthető dzsesszzenészek is csatlakoztak a színpadon. Az est során Gaga által viselt ruhadarabokat Roberto Cavalli, Michael Costello, Mathieu Mirano, Valentino és David Samuel Menkes tervezték. A műsor jelölést kapott a 67. Primetime Emmy-gálán.
Bennett és Gaga 13 dalt adtak elő az albumról, köztük a Billboard Jazz listáján első helyezést elért Anything Goest és I Can’t Give You Anything but Love-ot is. A koncert bemutatását megelőzően több promóciós videó is megjelent a műsorból. Emellett a PBS bejelentette, hogy a koncertet 4K felbontásban rögzítették. 2015. január 20-án 19 számos változatban megjelent DVD-n, Blu-rayen és digitálisan is letölthetővé vált az iTunes Storeban. Számos országban az első tíz közé került az eladási listákon, továbbá első helyezést ért el az Egyesült Államokban és Belgiumban. Az LG Electronicsszal partnerségben a koncertet szerte az Egyesült Államokban vetítették az üzletekben az LG 4K felbontású UHD televízióin. A Tony Bennett and Lady Gaga: Cheek to Cheek Live! lett az első koncertfelvétel, amit 4K felbontásban streameltek. A show pozitív kritikusi fogadtatásban részesült, sokan kiemelték Gaga és Bennett vokálját és a köztük lévő szoros baráti viszonyt.

## Háttér és elkészítés

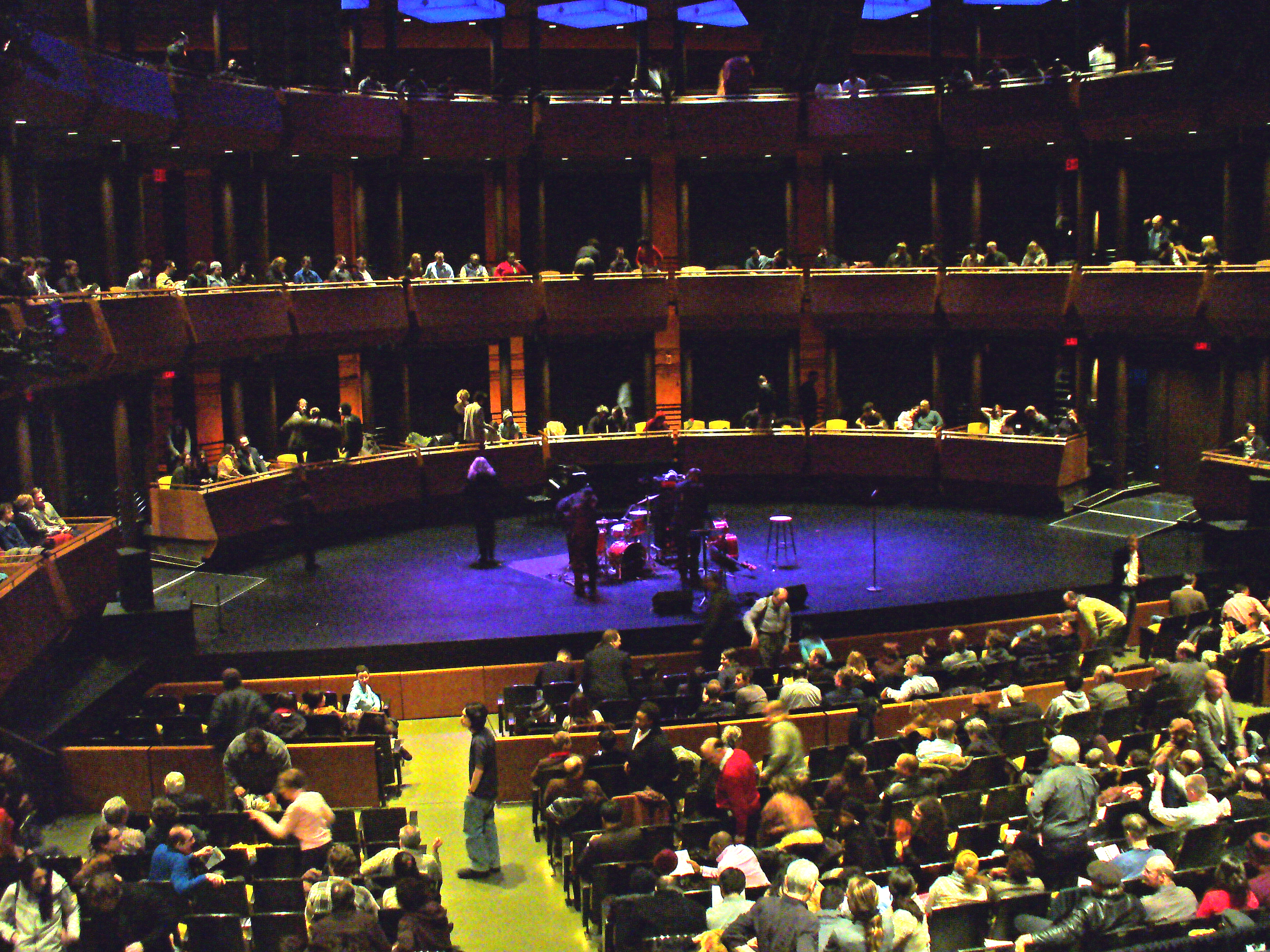
A New York-i Lincoln Centerben található Rose Theater, ahol a koncertet tartották.

Tony Bennett és Lady Gaga először 2011-ben találkoztak a színfalak mögött, miután az énekesnő előadta Nat King Cole Orange Colored Sky című dalának feldolgozását a Robin Hood Alapítvány gáláján New York Cityben. Bennett ezután kérte fel Gagát, hogy készítsen vele egy duettet a Duets II című albumára. Együtt dolgozták fel a lemezre a The Lady Is a Trampet, majd arról szóltak a hírek, hogy közös dzsesszalbumot is terveznek kiadni. 2014. július 29-én Gaga és Bennett megjelentek a The Today Showban, hogy hivatalosan is bejelentsék kollaborációjukat, aminek a Cheek to Cheek címet adták, megjelenési dátumként pedig 2014 szeptemberét jelölték meg. A bejelentést követően koncertet adtak a Lincoln Centerben található Rose Theaterben. A PBS csatorna Tony Bennett and Lady Gaga: Cheek to Cheek Live! címmel mutatta be a koncertet a Great Performances elnevezésű műsorsorozatuk keretében 2014. október 24-én. A közönség meghívott vendégekből és New York-i iskolák tanulóiból tevődött össze. Az előadás rendezője David Horn volt, míg a színpad díszletét és megvilágítását Robert Wilson dolgozta ki. Bennett és Gaga mellett a színpadon zenélt Jorge Calandrelli vezényletével egy 39 fős zenekar, Chris Botti trombitán, David Mann tenorszaxofonon, továbbá a két előadóval régóta együttműködő dzsesszzenészek egyaránt.

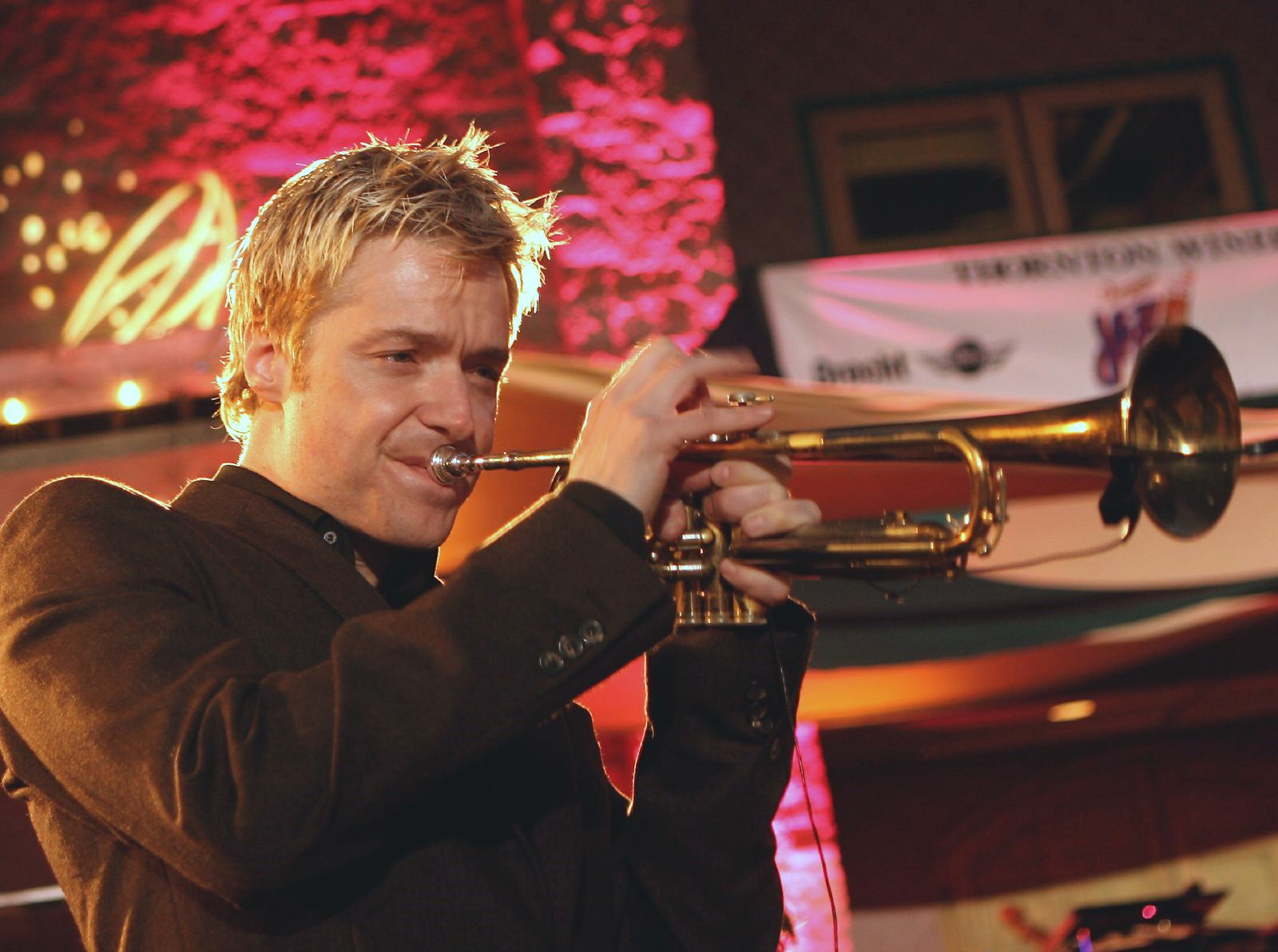
Chris Botti trombitán játszott a koncert során.

Gaga az est folyamán számos különböző ruhát viselt, köztük egy Cindy Vogels kalaptervező által készített tollas fejdíszt is az I Won’t Dance előadása során. Az énekesnő stylistja, Brandon Maxwell kereste meg New Yorkból Vogelst, hogy az előadás alkalmából tervezzen ruhadarabokat. Vogels elmondása szerint a fejdísz majdnem el sem jutott Gagához, mivel a teljes szállítmányt lefoglalta a vámhivatal a felhasznált tollak miatt az alaszkai Anchorageben. Öt napnyi papírmunka után sikerült elintézni a szállítmány feloldását, így még éppen időben eljutott a Cheek to Cheek népszerűsítésére szervezett fotózásra. „Egyszerre idegtépő és izgalmas volt, és nagy megkönnyebbülést éreztem, mikor végre átengedték a vámon a szállítmányt”, idézte fel az esettel kapcsolatban Vogels. Maxwell elmondta hogy csapatával együtt ő intézte az énekesnő és táncosai teljes fellépőszettjét, amelyre hatással volt a Wilson által tervezett színpadkép és megvilágítás. A csapat nyolc szettnyi, azaz körülbelül 200-300 ruhadarabbal kezdett, majd a különböző kiegészítők mellett végül nyolcat választottak ki. Az ékszerek hiányát illetően elmondta, hogy a legtöbb ruha esetében a „sziluett és kialakítás” volt a fontosabb, és a túl sok kiegészítő csak elvitte volna a figyelmet. Azt szerette volna, hogy a hangsúly Gaga vokálján legyen, ezért döntöttek úgy, hogy csökkentik az ékszerhasználatot. Olyan tervezők ruháit választották ki, mint Roberto Cavalli, Michael Costello, Mathieu Mirano, Valentino és David Samuel Menkes, aki a bőrből készült overált készítette. Gaga kérése volt, hogy a kosztümök főleg zöldeskék és türkiz színűek legyenek, továbbá a ruhák lágyan omló hatást keltsenek és középen övvel lássák el őket. Maxwell nagyon fontosnak találta a ruhák kialakításánál, hogy ne legyenek túl szorosak Gaga hasánál, mert az megnehezítette volna számára az éneklést. A szandálokat Brian Atwood, Stuart Weitzman és Sophia Webster biztosították, míg a csizmákat Giuseppe Zanotti tervezte. Olyan lábbeliket terveztek, amitől Gaga magasabbnak tűnt és könnyű mozgást tettek lehetősévé számára a hosszú estélyikben.

## A koncert áttekintése
Bennett és Gaga tizenhárom dalt adtak elő. A koncert azzal kezdődött, hogy Bennett és Gaga megjelentek a közönség előtt a színpadon, és előadták az Anything Goest, majd pedig a címadó Cheek to Cheeket. Egy gyors ruhaváltást követően Gaga és Bennett a Nature Boy című klasszikussal folytatták. Bennett szólóban előadta a How Do You Keep the Music Playing?-et, majd Gaga a Menkes által tervezett piros overálban és egy nagy göndör parókában állt színpadra, hogy elénekelje feldolgozását a Bang Bang (My Baby Shot Me Down) című dalból. Az álló tapsvihart követően a páros újra közösen lépett a közönség elé, hogy előadják a Billy Strayhorn által szerzett Firefly című örökzöldet, majd Gaga harmadszor is távozott, hogy újra öltözéket váltson. Ekkor vette fel a Vogels tervezte fejdíszt és a Valentino dresszt, majd közösen elénekelték az I Won’t Dance-t és az I Can’t Give You Anything but Love-ot. Ezután Gaga szólóban mutatta be feldolgozását a Lush Life-ból, majd Bennett állt ki a színpadra a Sophisticated Lady című sztenderddel. Egy újabb kosztümcserét követően a duó elénekelte a Let’s Face the Music and Dance-et és a But Beautifult. Az utolsó performansznál a teljes zenekar és az összes táncos közreműködésével előadták az It Don’'t Mean a Thing (If It Ain’t Got That Swing)-et. A meghajlást követően Gaga és Bennett eltűntek a függöny mögött.

## Kritikusi fogadtatás

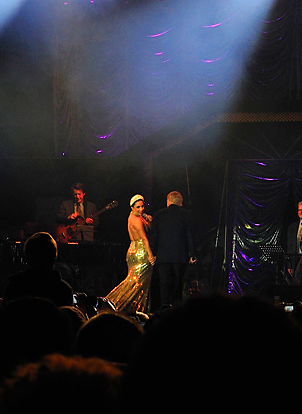
Gaga és Bennett a Cheek to Cheek albumuk dalaival lépnek fel a brüsszeli Grand Place-en.

A Tony Bennett and Lady Gaga: Cheek to Cheek Live! nagyrészt pozitív visszajelzéseket kapott a kritikusoktól. Kathryn Shattuck a The New York Timestól azt mondta, hogy Lady Gagát „nehéz felismerni a szokásos szerelésein kívül: a húsruhák, kagylóbikinik, az óriási magas sarkúk és parókák nélkül”. Ezen kívül dicsérte Bennett vokálját, ami „88 évesen még mindig erős, és feldolgozásai a Nagy Amerikai Daloskönyvből ismét bebizonyítják, hogy a klasszikusok képesek áthidalni a különbözőségeket.” Soraya Nadia McDonald a The Washington Posttól azt írta, hogy „gyakorlatilag már klisé megjegyezni, hogy mennyire furcsa párost alkotnak, szóval inkább csak emlékeztetnénk mindenkit, hogy mindketten milyen nagyszerű előadók élőben, és remekül működik köztük a kémia.” Jeff Pfeiffer a Channel Guide-tól azon a véleményen volt, hogy habár jól szórakozott Bennett és Gaga egymás közti baráti viccelődésein, mégis neki úgy tűnt, hogy Gaga részéről néha erőltetett a humor. Hozzátette: „Az előadók és a fantasztikus zenekar jó formában vannak, és ugyan a számok közti vágás néha túl gyors volt, a produceri munka és rendezés révén hatékonyan sikerült megörökíteni az előadást.”
Lori Rackl a Chicago Sun-Timestól négyból háromcsillagos értékelést adott a koncertnek, és azt írta, hogy „könnyen a hátborzongató/furcsa kategóriába” kerülhetett volna a fura párosítás miatt, végül azonban ízlésesnek találta, és kiemelte Gaga ruhaválasztásait is, ami a 70-es évek Cherjére és Kleopátrára emlékeztette. Erin Strecker a Billboardtól Gaga Bang Bang (My Baby Shot Me Down) előadásáról írt kritikát, amiről azt írta, hogy „hihetetlenül jól sikerült”, és a „feldolgozása tele volt nagy hangokkal és drámai feszültséggel. Megjegyzés Gagának: több ilyet kérnénk.”
A Seattle Post-Intelligencernek készített ismertetőjében Matt Rush, aki a júliusi koncerten is jelen volt, megjegyezte, hogy az eredeti koncert sokkal hosszabb volt, mint ami adásba került, köszönhetően Gaga ruhaváltásainak. Rush magasztalta Bennett előadását: „Tony Bennett 88 évesen is figyelemre méltó, még mindig remekül énekel, és a szóló előadása a How Do You Keep the Music Playing? című dallal magasan a műsor fénypontja volt. Bennett kapcsolata Gagával őszintének tűnik, és egy bájos, nem erőltetett zenei kémia van köztük a friss sztenderdekből álló albumukból választott dalokban.” Brad Oswaldot a Winnipeg Free Presstől lenyűgözte a páros vokális teljesítménye, hozzátéve, hogy „a 88 éves sanzonénekes és a 28 éves popdíva hangja kellemesen olvad egybe miközben az örökzöldek szvinges duettváltozatait adják elő.” A New York Daily News kritikusa, David Hinckley, aki ötből négycsillagra értékelte a koncertet, meglepődött rajta, hogy Lady Gaga egy „sokrétű énekes, nem csak egy dance díva”. Ezen kívül összegzésében kiemelte, hogy „Bennett még mindig képes nagyszerű hangokat kiénekelni, és ami még fontosabb, hogy érti is a dalokat.”
Rand Duren a The Dallas Morning Newstól öt okot sorolt fel, amiért az embereknek nem kéne kihagynia a különkiadást. „A show telis tele van pompás előadásokkal, szóval egy örömökkel teli zenei estére számíthatnak”, írta. Dave Walker a The Times-Picayune-től dicsérte Gaga vokálját, és Liza Minelli énekesnőhöz hasonlította. A CNET-től Ty Pendlebury ott volt a közönség soraiban a műsor rögzítése során, és megjegyezte, hogy „az autotune és az elektronikus nyekeregtetés nélkül Lady Gaga tényleg tud énekelni”, azonban Bennett hangját néha „kissé rekedtesnek” találta. Azt is észrevételezte, hogy az egész koncertet külön  a televízió számára vették fel, mivel nem volt a közönséggel interakció, „a dalok közt pedig síri csend volt.”
A 2015. szeptember 12-én rendezett 67. Primetime Creative Arts Emmy-gálán a műsort jelölték a „Legjobb varieté, zenei vagy vígjáték különkiadás” kategóriában, amit végül a Saturday Night Live 40th Anniversary Special nyert meg.

## Népszerűsítés és megjelenés DVD-n
2014. szeptember 27-én két promóciós videó jelent meg a koncertfilmhez: a duó brüsszeli fellépése az Anything Goeszal és Gaga előadása a Bang Bang (My Baby Shot Me Down)-nal a PBS felvételéből. Később újabb videókat töltöttek fel a Nature Boyhoz, az I Won’t Dancehez és színfalak mögötti felvételeket is, amelyeket a koncert előtt vettek fel. Miközben a műsort élőben sugározták a televízióban, Gaga Twitterén keresztül válaszolt a rajongók kérdéseire..
A koncertfilmet a Red Digital Cinema 13 Epic Dragon típusú kamerájával rögzítették. Az LG Electronics a két előadóval partneri viszonyt kötött, és a koncert társszponzora is volt egyben. A megállapodás értelmében a felvételt szerte az amerikai üzletekben vetíteni kezdték az LG 4K felbontású UHD televízióin. Ezzel a Tony Bennett and Lady Gaga: Cheek to Cheek Live! lett az első koncert, amit 4K felbontásban streameltek. Dave VanderWaal, a cég marketingigazgatója elmondta, hogy „köszönhetően az LG társszponzorációjának, a vásárlók a lehető legmagasabb felbontásban, ingyen tekinthetik meg az előadást.” VanderWaal később hozzátette, hogy az LG már hosszú ideje arra törekszik, hogy az élen járjon a 4K piacát illetően. A koncert streamelésének lehetőségét pedig informatívnak és hasznosnak találták a vásárlók számára.
A PBS később bejelentette, hogy a koncertet 4K felbontásban rögzítették, és egy 73 perces DVD változatot is készítettek, amelyet elsőként az Amazon Videón keresztül lehetett megtekinteni. 2015. január 20-án jelent meg a koncertfilm DVD-n és Blu-Rayen, továbbá később digitálisan is letölthetővé tették az iTunes Storeon. A DVD és Blu-Ray változatokon olyan dalok is szerepelnek, amelyeket a televíziós különkiadásban nem mutattak be. Ezek a They All Laughed, a Lady’s In Love With You, a Goody Goody, a Bewitched, Bothered and Bewildered, a Don’t Wait Too Long és az Ev’ry Time We Say Goodbye voltak. A DVD első helyezést ért el az Egyesült Államok eladási listáján, míg harmadik lett Ausztráliában. Több más országban is sikerült az első tíz közé kerülnie, így az Egyesült Királyságban és Franciaországban is.

### Számlista
| 1.  | Anything Goes                                      | Cole Porter                                     |  |
| 2.  | Cheek to Cheek                                     | Irving Berlin                                   |  |
| 3.  | Nature Boy                                         | eden ahbez                                      |  |
| 4.  | How Do You Keep the Music Playing? (Bennett szóló) | Michel Legrand                                  |  |
| 5.  | Bang Bang (My Baby Shot Me Down) (Gaga szóló)      | Sonny Bono                                      |  |
| 6.  | Firefly                                            | Cy Coleman, Carolyn Leigh                       |  |
| 7.  | I Won’t Dance                                      | Jerome Kern, Oscar Hammerstein II, Otto Harbach |  |
| 8.  | I Can’t Give You Anything but Love                 | Jimmy McHugh, Dorothy Fields                    |  |
| 9.  | Lush Life (Gaga szóló)                             | Billy Strayhorn                                 |  |
| 10. | Sophisticated Lady (Bennett szóló)                 | Duke Ellington, Irving Mills, Mitchell Parish   |  |
| 11. | Let’s Face the Music and Dance                     | Berlin                                          |  |
| 12. | But Beautiful                                      | Jimmy Van Heusen, Johnny Burke                  |  |
| 13. | It Don’t Mean a Thing (If It Ain’t Got That Swing) | Ellington, Mills                                |  |

| 1.  | Anything Goes                                      | Porter                        |  |
| 2.  | Cheek to Cheek                                     | Berlin                        |  |
| 3.  | They All Laughed                                   | George Gershwin, Ira Gershwin |  |
| 4.  | The Lady’s in Love with You (Bennett szóló)        | Burton Lane                   |  |
| 5.  | Nature Boy                                         | ahbez                         |  |
| 6.  | Goody Goody                                        | Matty Malneck, Johnny Mercer  |  |
| 7.  | How Do You Keep the Music Playing? (Bennett szóló) | Legrand                       |  |
| 8.  | Bang Bang (My Baby Shot Me Down) (Gaga szóló)      | Bono                          |  |
| 9.  | Bewitched, Bothered and Bewildered (Gaga szóló)    | Richard Rodgers, Lorenz Hart  |  |
| 10. | Firefly                                            | Coleman, Leigh                |  |
| 11. | I Won’t Dance                                      | Kern, Hammerstein II, Harbach |  |
| 12. | Don’t Wait Too Long (Bennett szóló)                | Sunny Skylar                  |  |
| 13. | I Can’t Give You Anything but Love                 | McHugh, Fields                |  |
| 14. | Lush Life (Gaga szóló)                             | Strayhorn                     |  |
| 15. | Sophisticated Lady (Bennett szóló)                 | Ellington, Mills, Parish      |  |
| 16. | Let’s Face the Music and Dance                     | Berlin                        |  |
| 17. | Ev’ry Time We Say Goodbye (Gaga szóló)             | Porter                        |  |
| 18. | But Beautiful                                      | Van Heusen, Burke             |  |
| 19. | It Don’t Mean a Thing (If It Ain’t Got That Swing) | Ellington, Mills              |  |

### Helyezések az eladási listákon
| Eladási lista (2015)                        | Legjobb helyezés |
| ------------------------------------------- | ---------------- |
| Ausztrál DVD eladási lista (ARIA)           | 3                |
| Belga DVD eladási lista (Ultratop Flandria) | 1                |
| Belga DVD eladási lista (Ultratop Vallónia) | 4                |
| Brit DVD eladási lista (OCC)                | 10               |
| Francia DVD eladási lista (SNEP)            | 3                |
| Holland DVD eladási lista (MegaCharts)      | 3                |
| Olasz DVD eladási lista (FIMI)              | 3                |
| Osztrák DVD eladási lista (Ö3 Austria)      | 7                |
| Spanyol DVD eladási lista (PROMUSICAE)      | 14               |
| USA DVD eladási lista (Billboard)           | 1                |

| Eladási lista (2015)                        | Helyezés |
| ------------------------------------------- | -------- |
| Ausztrál DVD eladási lista (ARIA)           | 32       |
| Belga DVD eladási lista (Ultratop Flandria) | 19       |
| Belga DVD eladási lista (Ultratop Vallónia) | 33       |
| Holland DVD eladási lista (MegaCharts)      | 37       |
| USA DVD eladási lista (Billboard)           | 15       |

## Közreműködők listája
A következő közreműködők listája a Tony Bennett and Lady Gaga: Cheek to Cheek Live! DVD-ben található booklet alapján készült.
- Tony Bennett – fő vokál
- Lady Gaga – fő vokál

### Tony Bennett Kvartett
| - Mike Renzi – zongora - Harold Jones – dob | - Gray Sargent – gitár - Marshall Wood – basszusgitár |

### Brian Newman Kvartett
| - Brian Newman – trombita - Alex Smith – zongora | - Scott Ritchie – basszusgitár - Steve Kortyka – szaxofon |

### Táncosok
| - Angie Pontani – táncos - Maine Attraction – táncos | - Lou Henry Hoover – táncos - Kitten LaRue – táncos | - Jessy Smith – táncos |

### Az After Midnight Band
| - Andy Farber – tenorszaxofon - Daniel Block – altszaxofon - Mark Gross – altszaxofon - Kurt Bacher – baritonszaxofon - Bill Easley – tenorszaxofon | - Art Baron – harsona - James Burton – harsona - Wayne Goodman – harsona - Max Seigel – harsona - Greg Gisbert – trombita | - Bruce Harris – harsona - Alphonse Horne – harsona - Chris Botti – trombita-szólista - David Mann – szaxofon-szólista |

### Zenekar
| - Jorge Calandrelli – karmester - Elena Barere – hegedű - Katherine Blad – hegedű - Avril Brown – hegedű - Sean Carney – hegedű - Maria Conti – hegedű - Sarah Crocker – hegedű - Basia Danilow – hegedű - Jonathan Dinklage – hegedű | - Katherine Fong – hegedű - Laura Fraustichi – hegedű - Karen Karlsrud – hegedű - Laura McGinnis – hegedű - Katherine Anderson – brácsa - Vincent Conti – brácsa - Todd Low – brácsa - Diane Barere – cselló - Jeanne LeBlanc – cselló | - Richard Locker – cselló - Diane Lesser – oboa / angolkürt - Nancy Billman – kürt - Stewart Rose – kürt - Stacey Shames – hárfa - Pamela Sklar – fuvola - Helena Barere – koncertmester - Marion Evans – hangszerelő |

### Készítők
| - Danny Bennett – vezető producer - Tony Bennett– vezető producer - Bobby Campbell – vezető producer - Lady Gaga – vezető producer - Philip W. Hack – line producer | - David Horn – vezető producer - Bill Kabel – útómunka producer - Dawn Olejar – társproducer - Mitch Owgang – producer - Gary Bradley – vágás | - Dae Bennett – zenei producer - J.M. Hurley – videómérnök - Robert Wilson – megvilágítás és színpadkép |

## Fordítás
- Ez a szócikk részben vagy egészben  a   Tony Bennett and Lady Gaga: Cheek to Cheek Live! című angol Wikipédia-szócikk fordításán alapul.  Az eredeti cikk szerkesztőit annak laptörténete sorolja fel. Ez a jelzés csupán a megfogalmazás eredetét és a szerzői jogokat jelzi, nem szolgál a cikkben szereplő információk forrásmegjelöléseként.